# Limnodriloides major
Limnodriloides major är en ringmaskart som beskrevs av Erséis 1990. Limnodriloides major ingår i släktet Limnodriloides och familjen glattmaskar. Inga underarter finns listade i Catalogue of Life.